# タプ村駅
畓村駅（タプチョンえき、朝鮮語: 답촌역）は、朝鮮民主主義人民共和国江原道文川市に位置する朝鮮民主主義人民共和国鉄道省文川港線の駅である。2018年5月30日に海上を通る鉄橋が開通し、庫岩駅と結ばれた。

## 隣の駅
文川港線
庫岩駅 - 畓村駅